# Смерть Сократа
«Смерть Сократа» (фр. La Mort de Socrate) — историческая картина Жака Луи Давида (1787) из собрания Метрополитен-музея (Нью-Йорк, США).

## История создания
Картина была заказана Давиду в начале 1786 года его близким знакомым, советником парижского парламента Шарлем Мишелем Трюденом де ла Саблером. С того времени, как Дидро рекомендовал этот сюжет художникам в трактате «О драматической поэзии», к нему не раз обращались живописцы, в том числе Шаль, Ализар (фр. Jean-Baptiste Alizard, 1762), Сане. Дидро, опираясь на рассказ Платона на последней странице «Федона», разделил историю гибели философа на пять сцен: Сократ в заточении; Сократ дважды отказывается от побега; ведение с пришедшими проститься друзьями диалектики о бессмертии души; Сократ принимает цикуту.
Давид избрал момент, когда Сократ в окружении учеников берёт из рук палача чашу с ядом. За помощью он обратился к учёному-эллинисту Р. Адри. Тот в своём письме художнику от 6 апреля 1786 года передавал подробности гибели философа. Адри советовал поместить в изножье ложа погружённым в раздумье Платона (на самом деле заболевший в тот день Платон отсутствовал), изобразить Критона, более открыто выражающего свои чувства, и, наконец, самым экспрессивным из присутствующих представить Аполлодора.
Сведениями о том, как шла работа над картиной, исследователи не располагают. По предположению А. Шнаппера, Давид использовал свои римские зарисовки, в том числе и с картины, принадлежащей кисти неизвестного караваджиста, а также этюды античных изваяний. Положение руки философа повторяет один из набросков берлинского альбома Давида и очень близко к эскизу Пейрона, который обратился к тому же сюжету и представил набросок на Салон 1787 года.
Ещё во время первой поездки Давида в Рим он начал изучать изображения погребальных сцен и зарисовывать их. Многие из главных работ Давида основаны на этих погребальных рисунках. На этой картине Дэвид исследует отношение философа к смерти. Сократ актуализирует в акте смерти своё учение: он спокоен, потому что он видит смерть как отдельную, реальную сферу, отличное состояние бытия от жизни, но не конец бытия. На самом деле, в «Федоне» Сократ, похоже, больше озабочен тем, как Критон справится со своей смертью, чем своим собственным благополучием. На картине жест Сократа показывает нам, что он всё ещё учит, даже в момент перед своей смертью. Говорят, что этот жест был вдохновлён поэтом Андре Шенье.
С 1931 года картина находится в коллекции нью-йоркского Метрополитен-музея. В 2013 году он пополнил собрание после того как по крайне низкой цене был приобретён на аукционе эскиз (тушь, акварель; 24,5 × 38,2 см) картины за 840 долларов, который первоначально был атрибутирован как работа представителя французской школы XIX века. Эта оценка была позже пересмотрена и установлено авторство Давида. Исследователи считают, что эскиз был создан до того как работа над картиной была закончена.

## Описание произведения
У голой каменной стены стоит простая кровать. На ней — Сократ, прощающийся со своими учениками. На полу лежат оковы, от которых уже освободили философа. Художник противопоставил строгое мужество старого философа глубокому отчаянию собравшихся вокруг него. Сам палач, передающий яд осуждённому, потрясён происходящим.
Удачно подобранный колорит и цельность композиции выгодно отличала «Смерть Сократа» Давида от полотна на ту же тему его давнего соперника Пейрона. Картина последнего была создана по заказу д’Анживийе и появилась на том же Салоне, что и работа Давида (первоначально Пейрон предполагал выставить свою вступительную академическую картину «Курций Денант отказывается от даров самнитов», но в последний момент передумал). Два полотна на одну и ту же тему, к тому же весьма схожие по композиции, изображённому интерьеру, стремлению к соблюдению исторической точности, закономерно вызвали интерес критиков. Пальма первенства была отдана Давиду. Граф Потоцкий считал, что произведение Пейрона «подчеркнуло достоинства картины Давида, показав публике, что даже имея талант, можно оказаться ниже его». Высочайшую оценку работе Давида дал Джошуа Рейнольдс, поставив «Смерть Сократа» в один ряд с фресками Микеланджело в Сикстинской капелле и рафаэлевскими Станцами.

## Другие картины на этот сюжет
- «Смерть Сократа» кисти французского живописца де Сен-Кантена
- «Смерть Сократа» кисти итальянского живописца Джамбеттино Чиньяроли (1759 год).
- «Смерть Сократа» рисунок украинского художника и поэта Тараса Шевченко

Ещё одно изображение смерти Сократа было сделано французским художником Жаком Филиппом Жозефом де Сен-Кантеном. Полотно, в настоящее время находящееся в Высшей национальной школе изящных искусств в Париже, датируется примерно 1738 годом. В 1756 году к этому сюжету обратился англо-американский художник Бенджамин Уэст; считается, что выполненная им с гравюры работа стала его первым полотном.
Другая картина, изображающая это событие, была написана итальянским художником Джамбеттино Чиньяроли. Работа Чиньяроли показывает Сократа уже мёртвым, окружённым своими безутешными последователями.
Украинский поэт и художник Тарас Шевченко нарисовал рисунок «Смерть Сократа» во время обучения у художника Василия Ширяева. Исследователи отмечали в рисунке Шевченко мастерскую работу со светом и уверенность в рисовке и группировке фигур.